# La Redorte
La Redorte è un comune francese di 1 136 abitanti situato nel dipartimento dell'Aude nella regione dell'Occitania.

## Società

### Evoluzione demografica
Abitanti censiti